# Campionati europei juniores di atletica leggera 1977
Il IV Campionato europeo juniores di atletica leggera si è disputato a Donec'k, nella Repubblica Socialista Sovietica Ucraina, in Unione Sovietica, dal 19 al 21 agosto 1977.

## Risultati
I risultati del campionato sono stati:

### Uomini
| Specialità             | Oro                                                                         | Prestazione | Argento                                                                           | Prestazione | Bronzo                                                                  | Prestazione |
| Corse piane            |                                                                             |             |                                                                                   |             |                                                                         |             |
| 100 metri              | Hermann Panzo Francia                                                       | 10"40       | Olaf Prenzler Germania Est                                                        | 10"53       | Bernhard Hoff Germania Est                                              | 10"53       |
| 200 metri              | Bernhard Hoff Germania Est                                                  | 20"59       | Bernd Sattler Germania Ovest                                                      | 21"05       | Pascal Barré Francia                                                    | 21"12       |
| 400 metri              | Roberto Tozzi Italia                                                        | 47"18       | Vjačeslav Docenko Unione Sovietica                                                | 47"32       | Steve Wymark Regno Unito                                                | 47"50       |
| 800 metri              | Andreas Busse Germania Est                                                  | 1'47"8      | Detlef Wagenknecht Germania Est                                                   | 1'48"2      | Guy Tondeur Belgio                                                      | 1'48"6      |
| 1.500 metri            | Ari Paunonen Finlandia                                                      | 3'41"6      | Chris Sly Regno Unito                                                             | 3'44"6      | Pierre Délèze Svizzera                                                  | 3'45"0      |
| 3.000 metri            | José Manuel Abascal Spagna                                                  | 7'58"3      | Werner Schildhauer Germania Est                                                   | 8'01"0      | Hansjörg Kunze Germania Est                                             | 8'01"2      |
| 5.000 metri            | Nathaniel Muir Regno Unito                                                  | 13'49"1     | Volkmar Betz Germania Ovest                                                       | 13'51"0     | Nick Lees Regno Unito                                                   | 13'53"3     |
| Corse a ostacoli       |                                                                             |             |                                                                                   |             |                                                                         |             |
| 110 metri ostacoli     | Arto Bryggare Finlandia                                                     | 13"84       | Mark Holtom Regno Unito                                                           | 14"29       | Ingo Bruhn Germania Est                                                 | 14"39       |
| 400 metri ostacoli     | Manfred Konow Germania Est                                                  | 50"61       | Stefan Piecyk Polonia                                                             | 51"23       | Gary Oakes Regno Unito                                                  | 51"33       |
| 2000 metri siepi       | Vesa Laukkanen Finlandia                                                    | 5'30"2      | Domingo Ramón Spagna                                                              | 5'34"1      | Paul Nothacker Germania Ovest                                           | 5'34"8      |
| Corse su strada        |                                                                             |             |                                                                                   |             |                                                                         |             |
| 10 km marcia           | Mykola Vynnyčenko Unione Sovietica                                          | 41'31"6     | Ronald Weigel Germania Est                                                        | 42'56"7     | Bengt Simonsen Svezia                                                   | 43'29"3     |
| Staffette              |                                                                             |             |                                                                                   |             |                                                                         |             |
| Staffetta 4x100 m      | Francia Pierrick Thessard Hermann Panzo Patrick Barré Pascal Barré          | 39"99       | Germania Est Erhard Gernand Klaus Thiele Thomas Malke Bernhard Hoff               | 40"25       | Polonia Marek Fostiak Eugeniusz Krawsz Marek Radtke Krzysztof Zwoliński | 40"66       |
| Staffetta 4x400 m      | Germania Est Carsten Petters Bernhard Hoff Detlef Wagenknecht Manfred Konow | 3'07"8      | Unione Sovietica Valerij Stašuk Michail Linge Nikolaj Černeckij Vjačeslav Docenko | 3'08"5      | Regno Unito Greg Stewart Daley Thompson Steve Wymark Andrew Kerr        | 3'09"5      |
| Salti                  |                                                                             |             |                                                                                   |             |                                                                         |             |
| Salto con l'asta       | Viktor Spasov Unione Sovietica                                              | 5,30 m      | Felix Bohni Svizzera                                                              | 5,20 m      | Atanas Tarev Bulgaria                                                   | 5,10 m      |
| Salto in alto          | Volodymyr Jaščenko Unione Sovietica                                         | 2,30 m      | Andre Schneider-Laub Germania Ovest                                               | 2,20 m      | Alessandro Brogini Italia                                               | 2,14 m      |
| Salto in lungo         | Stanisław Jaskułka Polonia                                                  | 7,77 m      | Ivan Tuparov Bulgaria                                                             | 7,63 m      | Aleksandr Kozlov Unione Sovietica                                       | 7,59 m      |
| Salto triplo           | Hennadz' Valjukevič Unione Sovietica                                        | 16,60 m     | Vasilij Griščenkov Unione Sovietica                                               | 16,31 m     | Klaus Kübler Germania Ovest                                             | 16,22 m     |
| Lanci                  |                                                                             |             |                                                                                   |             |                                                                         |             |
| Getto del peso         | Dietmar Krumm Germania Est                                                  | 18,87 m     | Roland Steuk Germania Est                                                         | 17,61 m     | Aleksandr Stepan'kov Unione Sovietica                                   | 17,50 m     |
| Lancio del disco       | Jurij Dumčev Unione Sovietica                                               | 53,30 m     | Alfonz Saskoi Ungheria                                                            | 53,14 m     | Werner Hartmann Germania Ovest                                          | 52,24 m     |
| Lancio del giavellotto | Klaus Tafelmeier Germania Ovest                                             | 84,14 m     | Arto Härkönen Finlandia                                                           | 82,98 m     | Roman Zwierchowski Polonia                                              | 82,56 m     |
| Lancio del martello    | Roland Steuk Germania Est                                                   | 70,78 m     | Sergej Litvinov Unione Sovietica                                                  | 68,76 m     | Vladimir Nagurnij Unione Sovietica                                      | 67,60 m     |
| Prove multiple         |                                                                             |             |                                                                                   |             |                                                                         |             |
| Decathlon              | Daley Thompson Regno Unito                                                  | 7647 p.     | Ronald Wiese Germania Est                                                         | 7564 p.     | Jürgen Hingsen Germania Ovest                                           | 7524 p.     |

### Donne
| Specialità             | Oro                                                                          | Prestazione | Argento                                                                | Prestazione | Bronzo                                                                       | Prestazione |
| Corse piane            |                                                                              |             |                                                                        |             |                                                                              |             |
| 100 metri              | Barbel Lockhoff Germania Est                                                 | 11"48       | Simone Naumann Germania Est                                            | 11"60       | Kathy Smallwood Regno Unito                                                  | 11"71       |
| 200 metri              | Barbel Lockhoff Germania Est                                                 | 23"12       | Karin Verguts Belgio                                                   | 23"37       | Kathy Smallwood Regno Unito                                                  | 23"53       |
| 400 metri              | Gaby Bussmann Germania Ovest                                                 | 52"33       | Karin Wahren Germania Est                                              | 52"99       | Katrin Schulz Germania Est                                                   | 53"29       |
| 800 metri              | Martina Kämpfert Germania Est                                                | 2'01"7      | Hildegard Ullrich Germania Est                                         | 2'02"3      | Josephine White Regno Unito                                                  | 2'03"4      |
| 1.500 metri            | Dorthe Rasmussen Danimarca                                                   | 4'20"9      | Ursula Sauer Germania Est                                              | 4'21"7      | Nadežda Rodina Unione Sovietica                                              | 4:22"6      |
| Corse a ostacoli       |                                                                              |             |                                                                        |             |                                                                              |             |
| 100 metri ostacoli     | Kerstin Claus Germania Est                                                   | 13"32       | Regina Beyer Germania Est                                              | 13"33       | Marija Kemenčeži Unione Sovietica                                            | 13"71       |
| Staffette              |                                                                              |             |                                                                        |             |                                                                              |             |
| Staffetta 4x100 m      | Germania Est Simone Naumann Bärbel Lockhoff Kerstin Claus Birgit Rabe        | 44"17       | Germania Ovest Gisela Eichler Silke Rasch Claudia Steger Ulrike Sommer | 44"63       | Regno Unito Heather Hunte Kathy Smallwood Michelle Probert Janine MacGregor  | 44"71       |
| Staffetta 4x400 m      | Germania Ovest Gaby Bussmann Claudia Steger Friedericke Vombohr Ina Wallburg | 3'32"8      | Germania Est Heike Hempel Margit Kröning Katrin Schulz Karin Wahren    | 3'34"7      | Unione Sovietica Galina Lev Natal'ja Danilova Irina Čëmina Tat'jana Savčenko | 3'39"5      |
| Salti                  |                                                                              |             |                                                                        |             |                                                                              |             |
| Salto in alto          | Kristine Nitzsche Germania Est                                               | 1,88 m      | Marlis Wilken Germania Ovest                                           | 1,86 m      | Sabine Serk Germania Ovest Danuta Bułkowska Polonia                          | 1,81 m      |
| Salto in lungo         | Nadežda Zujeva Unione Sovietica                                              | 6,35 m      | Astrid Beiersdorf Germania Ovest                                       | 6,34 m      | Heike Duwe Germania Est                                                      | 6,30 m      |
| Lanci                  |                                                                              |             |                                                                        |             |                                                                              |             |
| Getto del peso         | Simone Michel Germania Est                                                   | 18,10 m     | Cordula Schulze Germania Est                                           | 18,00 m     | Tat'jana Ščerbanos Unione Sovietica                                          | 15,78 m     |
| Lancio del disco       | Ines Reichenbach Germania Est                                                | 52,06 m     | Gisela Beyer Germania Est                                              | 51,36 m     | Ljudmila Devickaja Unione Sovietica                                          | 50,72 m     |
| Lancio del giavellotto | Heidi Repser Germania Ovest                                                  | 61,96 m     | Petra Felke Germania Est                                               | 57,68 m     | Roswitha Potrek Germania Est                                                 | 55,08 m     |
| Prove multiple         |                                                                              |             |                                                                        |             |                                                                              |             |
| Pentathlon             | Kristine Nitzsche Germania Est                                               | 4409 p.     | Iris Kunstner Germania Ovest                                           | 4152 p.     | Ina Losch Germania Ovest                                                     | 4116 p.     |

## Medagliere
Legenda
     Paese ospitante
| Posizione | Paese            | Oro | Argento | Bronzo | Totale |
| --------- | ---------------- | --- | ------- | ------ | ------ |
| 1         | Germania Est     | 15  | 16      | 6      | 37     |
| 2         | Unione Sovietica | 6   | 4       | 8      | 18     |
| 3         | Germania Ovest   | 4   | 7       | 6      | 17     |
| 4         | Finlandia        | 3   | 1       | 0      | 4      |
| 5         | Regno Unito      | 2   | 2       | 8      | 12     |
| 6         | Francia          | 2   | 0       | 1      | 3      |
| 7         | Polonia          | 1   | 1       | 3      | 5      |
| 8         | Spagna           | 1   | 1       | 0      | 2      |
| 9         | Italia           | 1   | 0       | 1      | 2      |
| 10        | Danimarca        | 1   | 0       | 0      | 1      |
| 11        | Belgio           | 0   | 1       | 1      | 2      |
| 11        | Bulgaria         | 0   | 1       | 1      | 2      |
| 11        | Svizzera         | 0   | 1       | 1      | 2      |
| 14        | Ungheria         | 0   | 1       | 0      | 1      |
| 15        | Svezia           | 0   | 0       | 1      | 1      |
| Totale    | Totale           | 36  | 36      | 37     | 109    |